# Liste des édifices labellisés « Architecture contemporaine remarquable » de la Haute-Marne
Cet article recense les édifices labellisés « Architecture contemporaine remarquable » de la Haute-Marne, en France.
Le label « Architecture contemporaine remarquable » remplace depuis 2016 l'ancien label « Patrimoine du XXe siècle ». Il ne prend en compte que des édifices de moins de 100 ans à la date de labellisation, et qui ne sont pas protégés comme monuments historiques.
Au début 2024, la Haute-Marne compte huit édifices ainsi labellisés.

## Liste
| Monument                                                 | Commune           | Adresse                         | Coordonnées                      | Notice     | Date | Illustration                                            |
| -------------------------------------------------------- | ----------------- | ------------------------------- | -------------------------------- | ---------- | ---- | ------------------------------------------------------- |
| Rotonde ferroviaire                                      | Chalindrey        | 4 avenue Gambetta               | 47° 48′ 08″ nord, 5° 26′ 44″ est | ACR0000499 | 2015 | Rotonde ferroviaire                                     |
| Inspection académique                                    | Chaumont          | 21 boulevard Gambetta           | 48° 06′ 53″ nord, 5° 08′ 41″ est | ACR0000498 | 2000 | Image manquante Téléverser                              |
| Bibliothèque Les Silos (Maison du livre et de l'affiche) | Chaumont          | 7 avenue du Maréchal-Foch       | 48° 06′ 39″ nord, 5° 08′ 02″ est | ACR0000497 | 2000 | Bibliothèque Les Silos(Maison du livre et de l'affiche) |
| Église Saint-Jean-Marie-Vianney de Breuil-sur-Marne      | Chevillon         | Breuil-sur-Marne                | 48° 30′ 21″ nord, 5° 06′ 49″ est | ACR0000500 | 2015 | Image manquante Téléverser                              |
| Ciné-quai (ancienne usine Miko)                          | Saint-Dizier      | 36 rue Lamartine                | 48° 38′ 22″ nord, 4° 57′ 09″ est | ACR0000502 | 2015 | Ciné-quai(ancienne usine Miko)                          |
| Église Sainte-Thérèse du Vert-Bois                       | Saint-Dizier      | 2 rue du Capitaine-Éon          | 48° 38′ 34″ nord, 4° 58′ 39″ est | ACR0000501 | 2015 | Église Sainte-Thérèse du Vert-Bois                      |
| Les Toits rouges                                         | Saint-Dizier      | 2 avenue Pasteur                | 48° 38′ 09″ nord, 4° 57′ 19″ est | ACR0000503 | 2015 | Image manquante Téléverser                              |
| Collège Luis Ortiz                                       | Saint-Dizier      | 17 avenue de Parchim            | 48° 22′ 54″ nord, 4° 34′ 33″ est | ACR0001833 | 2023 | Image manquante Téléverser                              |
| Carré rouge                                              | Villars-Santenoge | Les Tanières Route de Santenoge | 47° 45′ 32″ nord, 4° 58′ 38″ est | ACR0001742 | 2015 | Image manquante Téléverser                              |